# 博打流雲 ナグモ
『博打流雲 ナグモ』（ばくちりゅううん ナグモ）は、前田治郎による日本の漫画作品。『近代麻雀』（竹書房）にて連載されていた。単行本は連載終了後、長い間発売されることはなかったが、2012年12月20日にコンビニコミック・バンブーコミックス（竹書房）として『麻雀博打島 サバイバルバトル ナグモ』と改題して発売された。そののち、好評となり、2014年1月27日に続編『麻雀博打島 サバイバルバトル ナグモ 陰謀の大決闘編』、同年2月17日に完結編『麻雀博打島 サバイバルバトル ナグモ 凄絶死闘編』が発売された。
主人公が一攫千金を目指して「バクチ島」と呼ばれる島での麻雀賭博で、あらゆる麻雀打ちの猛者との鍔迫り合いを描いていく。

## 登場人物
ナグモ / 大沢南雲（おおさわ なぐも）
本作の主人公。18歳。高レートの賭場が開かれるバクチ島にて一攫千金を目指し麻雀博打に望む。
サングラス
バクチ島の参加者の1人。船での脱落者を決める変則麻雀に望むもボーズと同点で最下位となり、ともに脱落者として運び屋たちに海に捨てられた。
ボーズ
バクチ島の参加者の1人。実は再参加者で以前敗北してバクチ島から帰還した1人でもある。欠品の麻雀牌を使った変則麻雀をするも、その欠品は自身のイカサマに使っていたことをナグモに看破された挙句サングラスと同点の最下位となり敗北。島長の命令により運び屋に銃殺された。
ヒゲメガネ / 加藤一平
バクチ島の参加者の1人。失踪した弟を探すべくバクチ島に行く。脱落者を決める変則麻雀でナグモとともに生き残り、気に入ったのか、島に就いた際にナグモへの保険として密かに自らの点棒をナグモのポケットに忍ばせた。
運び屋
バクチ島の審判的な存在で、日本とバクチ島の輸送を担当する男。左目に眼帯をしている。外見の風貌は、ビートたけしに似ている。
イズモ / 大沢出雲（おおさわ いずも）
ナグモの兄。ミュージシャンを目指し上京するも、何らかの途中でバクチ島に参戦し人格を狂わされた。
島長
バクチ島の長。
島を仕切る男
島長の代理でバクチ島を仕切る男。サングラス、オールバック、顎ひげが特徴。

## 用語
バクチ島 / ほたる島
日本から数km先にある謎の孤島。
ほたる
薬物の類の一種。

## 書籍
- 前田治郎 『麻雀博打島 サバイバルバトル ナグモ』竹書房〈バンブー・コミックス〉、全3巻
  1. 2012年12月20日発売、2013年1月3日初版発行 ISBN 978-4-8124-7862-2[1]
  2. 陰謀の大決闘編：2014年1月27日発売、2014年2月10日初版発行 ISBN 978-4-8124-8294-0[2]
  3. 凄絶死闘編！！：2014年2月17日発売、2014年3月3日初版発行 ISBN 978-4-8124-8603-0[3]